# Radar Doppler

Hiệu ứng Doppler

Ra đa Doppler là một loại ra đa sử dụng hiệu ứng Doppler để tạo ra dữ liệu vận tốc của các vật thể ở xa. Nguyên tắc hoạt động của nó là nhờ vào sự phản hồi của sóng vi ba trên vật thể muốn đo và phân tích sự chuyển động của vật thể dựa trên sự thay đổi của tín hiệu phản hồi. Sự thay đổi của tín hiệu cho biết hướng và vận tốc của vật thể một cách tương đối đối với ra đa. Ra đa Doppler được dùng rộng rãi trong ngành hàng không, vệ tinh thời tiết, ngành khí tượng, súng ra đa, chẩn đoán hình ảnh, y tế, quân sự (tên lửa đất đối không).
Thuật ngữ "Ra đa Doppler"" thường hay bị lầm tưởng là một loại ra đa sử dụng trong ngành khí tượng, một phần vì sự phổ biến của các nhà khí tượng học sử dụng trên tivi để minh thông báo thời tiết. Hầu hết các ra đa thời tiết hiện đại sử dụng công nghệ xung Doppler để đo lượng mưa. Do đó, ra đa Doppler không chỉ giới hạn trong lĩnh vực thời tiết mà còn được sử dụng trong nhiều lĩnh vực khác.

## Khái niệm

### Hiệu ứng Doppler
Hiệu ứng Doppler (hay dịch chuyển Doppler) được đặt theo tên của nhà vật lý người Áo tên là Christian Doppler, người đưa ra giả thuyết về sự khác biệt về tần số tín hiệu tại nơi quan sát và tần số tín hiệu tại nơi phát. Trong thực tế, ta có thể quan sát hiện tượng này khi còi xe cứu thương khi chạy hướng đến ta có tần số âm thanh cao hơn khi xe chạy ra xa. Sự thay đổi tần số phụ thuộc vào hướng di chuyển của nguồn tín hiệu so với nơi quan sát; sự thay đổi cao nhất khi hướng di chuyển trực tiếp hướng đến hoặc hướng ra khỏi nơi quan sát. Nếu hướng di chuyển vuông góc với nơi quan sát, người quan sát sẽ không thấy sự thay đổi của tín hiệu.
Tưởng tượng trong môn bóng chày, người ném banh ném cho người chụp bóng mỗi giây 1 trái banh. Giả sử banh di chuyển với tốc độ không đổi, người chụp sẽ chụp được 1 trái banh mỗi giây. Nếu người ném di chuyển tới người chụp trong lúc vẫn ném với tần số 1 trái banh mỗi giây, người chụp sẽ chụp được banh với khoảng cách giữa 2 banh ngắn lại (tần số tăng lên). Nếu người ném di chuyển ra xa so với người chụp, người chụp sẽ nhận được banh với khoảng cách thưa ra (tần số giảm xuống). Điều này cũng đúng nếu người ném đứng yên và người chụp di chuyển.
Tần số sóng điện từ cũng tương tự như tần số ném banh. Vận tốc tương đối giữa nguồn phát và nơi quan sát sẽ làm thay đổi tần số quan sát tại nơi nhận, mặc dù tại nơi phát tần số không thay đổi.

### Biến đổi tần số
Công thức dịch chuyển tần số radar Doppler tương tự như công thức phản chiếu ánh sáng khi di chuyển gương.  Việc tính toán không cần sử dụng thuyết tương đối đặc biệt của Albert Einstein vì các quan sát được thực hiện trong cùng một khung tham chiếu.  Kết quả được tính toán từ vận tốc ánh sáng c và vận tốc xuyên tâm v của mục tiêu, cho ra tần số đã dịch chuyển ({\displaystyle f_{r}}) là kết quả của hàm số có tham số là tần số ban đầu ({\displaystyle f_{t}}):
{\displaystyle f_{r}=f_{t}\left({\frac {1+v/c}{1-v/c}}\right)}
có thể được rút gọn thành
{\displaystyle f_{r}=f_{t}\left({\frac {c+v}{c-v}}\right)}
Tần số thay đổi (tần số Doppler) ({\displaystyle f_{d}}), là:
{\displaystyle f_{d}=f_{r}-f_{t}=2v{\frac {f_{t}}{(c-v)}}}
Do hầu hết các ứng dụng thực tế sử dụng cho radar, {\displaystyle v\ll c}, cho nên {\displaystyle \left(c-v\right)\rightarrow c}. Ta có công thức xấp xỉ:
{\displaystyle f_{d}\approx 2v{\frac {f_{t}}{c}}}